# ОШ „Ћирило и Методије” Трнопоље
ОШ „Ћирило и Методије” једна је од основних школа у Приједору. Налази се у улици Трнопоље бб, у Трнопољи. Име је добила по Ћирилу и Методији, браћи из Солуна који су у 9. веку ширили писменост и хришћанство међу Словенима у Великоморавској кнежевини и Панонији.

## Историјат
Камен темељац је 14. априла 1979. године положио грађанин Трнопоља Раде Балтић. Основана је одлуком Скупштине општине Приједор 14. маја 1980. године под називом „Братство”. Школске 1991—92. године похађало ју је 526 ученика, а због ратних дејстава та школска година је завршена 20. маја 1992. године, а настављена је 1. септембра 1993. године.
Одлуком Скупштине општине Приједор од 24. марта 1993. године школа мења назив у Основна школа „Ћирило и Методије”. Од 2013. године школа добива пуни назив Јавна установа Основна школа „Ћирило и Методије”. Број ученика се сваке школске године знатно мењао због флуктуације становништва узрокованом миграцијама. Школа данас има три подручне школе Петров Гај, Горњи Гаревци и Јаруге. Укупан број ученика школске 2020—21. године је био 106, распоређених у тринаест одељења од којих је пет предметне и осам разредне наставе. Школа је мултиетничког састава и похађају је ученици српске, бошњачке, хрватске и украјинске националности.
Освојили су сребрну плакету „Калкулатор бодова за упис у средњу школу” у категорији информатичке технологије на XXI Међународној изложби идеја, иновација и стваралаштва „Иност младих 2019” у Дому омладине Бања Лука.

## Пројекти
Досадашњи пројекти реализовани у школи су:
- „Безбедност деце у саобраћају” 2019. године[4]
- „Брига о деци – заједничка одговорност и обавеза” 2019. године[5]
- „Превенција злоупотребе дуванских производа, алкохола и дрога” 2019. године[6]
- „Селективно сакупљање отпада и рециклажа” 2020. године[7]
- „Међурелигијски дијалог кроз верска предавања” 2020—2021.[8]

## Догађаји
Догађаји основне школе „Ћирило и Методије”:
- Светосавска академија[10]
- Ликовна радионица „Светлост и сенка”[11]
- Маскенбал „Свет дечије маште”[12]
- Манифестацији „Дечије царство”[13]
- Манифестације „Упознајмо се”[14]
- Дечија недеља[15]
- Традиционални спортски дан „Игре без граница”[16]
- Дан ученичких постигнућа[17]
- Дан српског јединства, слободе и националне заставе[18]
- Дан младости[19]
- Светски дан воде[20]
- Светски дан поезије[21]
- Светски дан јабука[22]
- Светски дан књиге и ауторских права[23]
- Међународни дан културне разноликости за дијалог и развој[19]
- Међународни дан толеранције[24]
- Међународни дан дечијих права[25]
- Међународни дан јабука[26]
- Међународни дан жена[27]